# 英会話
英会話（えいかいわ、英語: English conversation）とは、英語で行う会話のことを指す。

## 概説
フランス語で行う会話や中国語で行う会話をそれぞれ仏会話や中会話と略す表現が日常的でないことからも分かる通り、日本語を生活の言語として用いる日本において、特に外国語の代表としての英語を学習・習得する文脈で日常的に用いられる表現。ただし、英語を母語としないロシア人と中国人が、ブラジルにおいて英語で行う会話を英会話と表現しうる例のように、特に文脈を指定するものではない。
日本における英語教育自体は戦前から行われていたが、英会話が学習されはじめたのは米軍が日本に進駐してからである。日本の英語教育が文法や読解中心であると批判され、英会話が盛んになった。日本国内にはさまざまな英会話学校がある。しかし日本以外の国や地域では、会話のみを特別に学習するという発想はない。英会話学校の中には、フランス語や中国語などの別の言語の講座を開いているところもある。